# 佐々木肇
佐々木 肇（ささき はじめ、1941年5月7日 - ）は、日本の政治家。元北海道赤平市長（3期）。元札幌市議会議員（2期）。

## 来歴
北海道空知郡赤平村（のち赤平町、現・赤平市）出身。1960年、北海道赤平高等学校卒。市内で茶の販売を営む。1975年、33歳で赤平市長選挙に立候補し、現職の遠藤勝太郎を破って初当選する。1979年と1983年で再選。1987年に落選した。3回とも相手は元市議の親松貞義だった。その後、札幌市に移り、1991年の北海道議会議員選挙に東区から無所属で立候補したが落選した。1993年の札幌市議会議員補欠選挙に自民党公認で立候補して当選。1995年に再選。1999年に落選した。